# Station Elbeuf-Saint-Aubin
Station Elbeuf-Saint-Aubin is een spoorwegstation in de Franse gemeente Saint-Aubin-lès-Elbeuf.